# Moskau-Kino

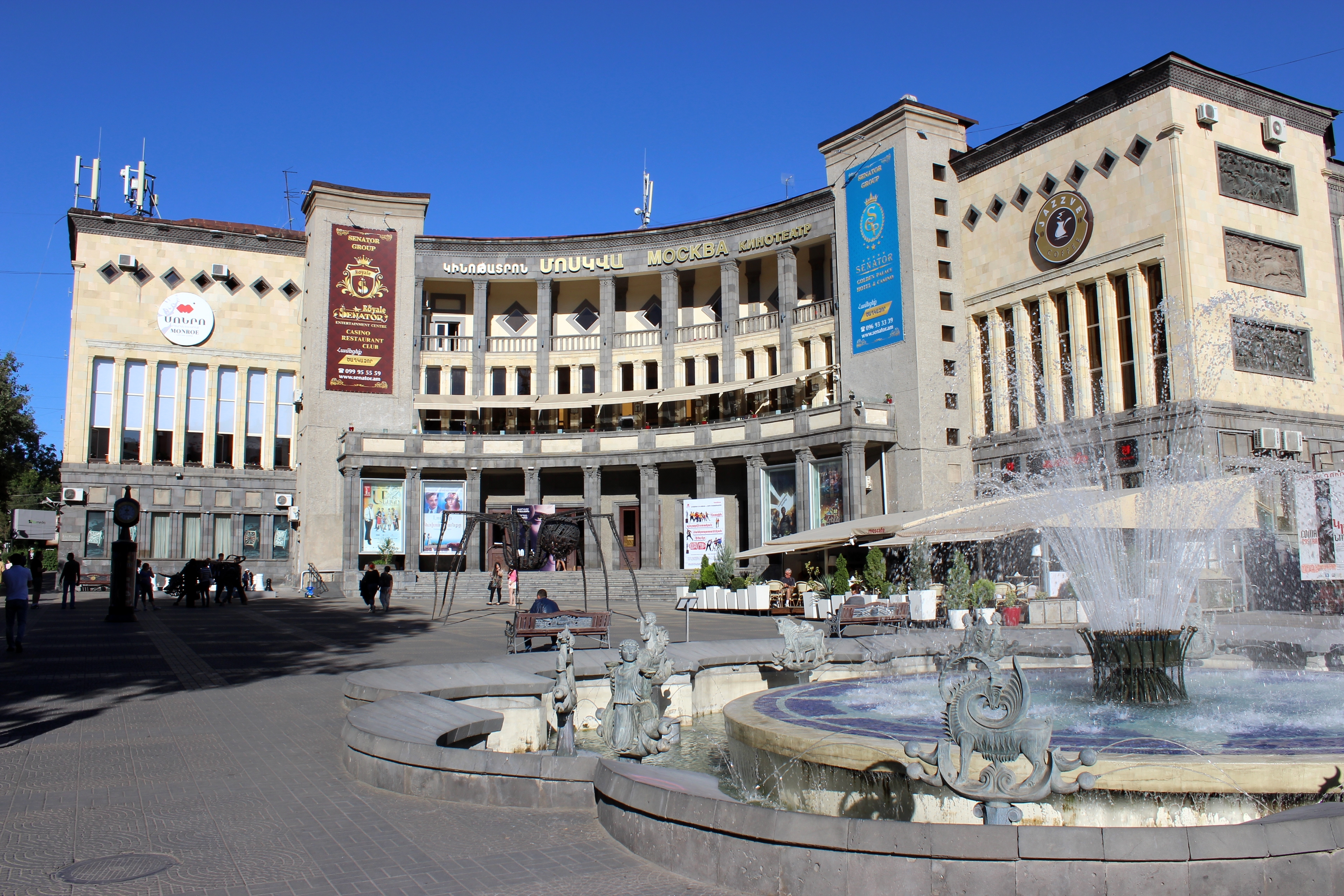
Moskau-Kino in Jerewan

Das Moskau-Kino (armenisch Մոսկվա կինոթատրոն, Moskva kinotatron) ist ein Kino-Komplex am Charles-Aznavour-Platz im historischen Stadtteil Schahar der armenischen Hauptstadt Jerewan.

## Struktur und Nutzung
Das Kino verfügt über vier Säle: den roten Saal mit einem Fassungsvermögen von 491 Sitzplätzen, den blauen Saal mit 350 Sitzplätzen, den kleinen roten Saal mit 49 Sitzplätzen und die Galerie mit 35 Sitzplätzen. An der Ostseite des Gebäudes gibt es zudem eine Open-Air-Leinwand.
Das traditionsreiche und bei der Bevölkerung der Stadt beliebte Moskau-Kino dient unter anderem als Hauptspielstätte für das Filmfestival „Goldene Aprikose“, das seit 2004 jährlich in Jerewan stattfindet. Daneben beherbergt das Kino auch regelmäßig ein Jugendfilmfestival, ein Animationsfilmfestival sowie diverse Filmreihen zu ausländischen Filmen.

## Geschichte
Das Kino eröffnete 1936 anstelle der 1930 abgerissenen Peter-und-Paul-Kirche, deren Überreste heute im Jerewaner Historischen Museum zu sehen sind. Das Gebäude im sowjetisch-klassizistischen Stil wurde von den Architekten Tiran Jerkanjan und Geworg Kotschar entworfen und eröffnete am 12. Dezember 1936 mit der Premiere des sowjetisch-armenischen Films Pepo. In 1960er Jahren erfolgte eine Umgestaltung des Kinos durch die Architekten Geworg Kotschar und Telman Geworgjan und 1983 eine Umgestaltung der Fassade mit Motiven der klassischen sowjetischen Filme Tschapajew, Pepo, Dawit Bek und Die Farbe des Granatapfels. 1999 wurde das Lichtspielhaus privatisiert und nach umfangreichen Renovierungsarbeiten im Jahr 2000 wieder eröffnet. Im Rahmen der Feierlichkeiten zum zehnten Jahrestag der Unabhängigkeit Armeniens wurde der Platz 2001 vor dem Lichtspielhaus nach Charles Aznavour benannt.